# Oxyopes yiliensis
Oxyopes yiliensis är en spindelart som beskrevs av Hu och Wu 1989. Oxyopes yiliensis ingår i släktet Oxyopes och familjen lospindlar. Inga underarter finns listade i Catalogue of Life.